# Perisama saussurii
Perisama saussurii är en fjärilsart som beskrevs av Achille Guenée 1872. Perisama saussurii ingår i släktet Perisama och familjen praktfjärilar. Inga underarter finns listade i Catalogue of Life.